# Дискография The Cranberries
The Cranberries — ирландская рок-группа, созданная в Лимерике в 1989 году, под названием The Cranberry Saw Us. The Cranberries выпустила восемь студийных альбомов, два мини-альбома и двадцать два сингла.
Дебютным альбомом The Cranberries стал Everybody Else Is Doing It, So Why Can’t We?, который был успешным и получил статусы (2× платиновый в Великобритании и 5× платиновый в США). Их следующий альбом No Need to Argue стал самым продаваемым студийным альбомом группы. Коллектив достиг 1 места в UK Albums Chart (Everybody Else Is Doing It, So Why Can’t We?) и 2 места в чарте Modern Rock Tracks («Zombie» и «Salvation»). Последний студийный альбом группы In the End был выпущен 26 апреля 2019 года на лейбле BMG.

## Студийные альбомы
| Год  | Название | Высшие места в чартах | Высшие места в чартах | Высшие места в чартах | Высшие места в чартах | Высшие места в чартах | Высшие места в чартах | Высшие места в чартах | Высшие места в чартах | Высшие места в чартах | Высшие места в чартах | Высшие места в чартах | Высшие места в чартах | Высшие места в чартах | Высшие места в чартах | Высшие места в чартах | Высшие места в чартах | Высшие места в чартах | Статус                                                                      |
| Год  | Название | IRE                   | AUS                   | AUT                   | CAN                   | FIN                   | FRA                   | GER                   | ITA                   | NLD                   | NZ                    | NOR                   | SWE                   | SWI                   | UK                    | US                    | FLA                   | WAL                   | Статус                                                                      |
| ---- | --- | --------------------- | --------------------- | --------------------- | --------------------- | --------------------- | --------------------- | --------------------- | --------------------- | --------------------- | --------------------- | --------------------- | --------------------- | --------------------- | --------------------- | --------------------- | --------------------- | --------------------- | --------------------------------------------------------------------------- |
| 1993 | Everybody Else Is Doing It, So Why Can’t We? - Выпущен: 1 марта 1993 - Лейбл: Island Records - Формат: CD, CS, LP | —                     | 16                    | —                     | —                     | —                     | 146                   | 18                    | —                     | —                     | 9                     | —                     | 24                    | —                     | 1                     | 18                    | —                     | —                     | UK: 2× Platinum US: 5× Platinum CAN: Platinum FRA: Gold                     |
| 1994 | No Need to Argue - Выпущен: 3 октября 1994 - Лейбл: Island Records - Формат: CD, CS, LP                           | —                     | 1                     | 1                     | 3                     | 1                     | 89                    | 1                     | 4                     | 2                     | 1                     | 3                     | 1                     | 2                     | 2                     | 6                     | 2                     | 1                     | UK: 3× Platinum US: 7× Platinum CAN: 5× Platinum FRA: Diamond GER: Platinum |
| 1996 | To the Faithful Departed - Выпущен: 29 апреля 1996 - Лейбл: Island Records - Формат: CD, CS, LP                   | —                     | 1                     | 5                     | 5                     | 2                     | 5                     | 2                     | 1                     | 3                     | 1                     | 3                     | 1                     | 3                     | 2                     | 4                     | 4                     | 1                     | UK: Gold US: 2× Platinum CAN: 3× Platinum FRA: Platinum GER: Gold           |
| 1999 | Bury the Hatchet - Выпущен: 19 апреля 1999 - Лейбл: Island Records - Формат: CD, CS, LP                           | 67                    | 11                    | 2                     | 1                     | 4                     | 2                     | 1                     | 2                     | 9                     | 6                     | 4                     | 4                     | 1                     | 7                     | 13                    | 11                    | 7                     | UK: Silver US: Gold CAN: Platinum FRA: Platinum GER: Gold                   |
| 2001 | Wake Up and Smell the Coffee - Выпущен: 22 октября 2001 - Лейбл: MCA - Формат: CD, LP                             | 9                     | 85                    | 17                    | 8                     | 2                     | 2                     | 7                     | 2                     | 24                    | —                     | 16                    | 27                    | 6                     | 61                    | 46                    | 49                    | 7                     | CAN: Gold FRA: 2× Gold                                                      |
| 2012 | Roses - Выпущен: 27 февраля 2012 - Лейбл: Cooking Vinyl, Downtown Records, Shock Records - Формат: CD, LP         | 17                    | —                     | 28                    | 6                     | —                     | 4                     | 13                    | 9                     | 38                    | 38                    | —                     | —                     | 10                    | 37                    | 51                    | 39                    | 8                     | —                                                                           |
| 2017 | Something Else - Выпущен: 28 апреля 2017 - Лейбл: BMG Entertainment - Формат: CD, digital download                | 17                    | —                     | —                     | 96                    | ?                     | 55                    | 60                    | ?                     | ?                     | —                     | ?                     | ?                     | 43                    | 18                    | —                     | ?                     | ?                     | —                                                                           |
| 2019 | In the End - Выпущен: 26 апреля 2019 - Лейбл: BMG Entertainment - Формат: CD, digital download                    | ?                     | ?                     | ?                     | ?                     | ?                     | ?                     | ?                     | ?                     | ?                     | ?                     | ?                     | ?                     | ?                     | ?                     | ?                     | ?                     | ?                     | —                                                                           |

## Концертные альбомы
| Год  | Название                                                                                               | GRE | MEX |
| ---- | --- | --- | --- |
| 2010 | Bualadh Bos – The Cranberries Live - Выпущен: 5 января 2010 - Лейбл: Island Def Jam - Формат: CD       | 29  | 99  |
| 2011 | Live in Paris 2010 - Выпущен: 27 сентября 2011 - Лейбл: 4worlds Media - Формат: CD                     | —   | —   |
| 2012 | London 2012: Live at The Hammersmith Apollo - Выпущен: 5 марта 2013 - Лейбл: Concert Live - Формат: CD | —   | —   |

## Мини-альбомы
| Год  | Название                                                                       |
| ---- | ------------------------------------------------------------------------------ |
| 1994 | Zombie Live EP - Выпущен: 1994 - Лейбл: Island Records - Формат: CD (promo)    |
| 1999 | Loud and Clear EP - Выпущен: 1999 - Лейбл: Island Records - Формат: CD (promo) |

## Сборники
| Год  | Название | Высшие места в чартах | Высшие места в чартах | Высшие места в чартах | Высшие места в чартах | Высшие места в чартах | Высшие места в чартах | Высшие места в чартах | Высшие места в чартах | Высшие места в чартах | Высшие места в чартах | Высшие места в чартах | Высшие места в чартах | Высшие места в чартах |
| Год  | Название | IRE                   | AUT                   | ESP                   | GER                   | ITA                   | NLD                   | NZ                    | NOR                   | SWE                   | SWI                   | UK                    | FLA                   | WAL                   |
| ---- | --- | --------------------- | --------------------- | --------------------- | --------------------- | --------------------- | --------------------- | --------------------- | --------------------- | --------------------- | --------------------- | --------------------- | --------------------- | --------------------- |
| 2002 | Treasure Box — The Complete Sessions 1991—1999 - Выпущен: 2 апреля 2002 - Лейбл: Island Records - Формат: CD, LP                             | —                     | —                     | —                     | —                     | —                     | —                     | —                     | —                     | —                     | —                     | —                     | —                     | —                     |
| 2002 | Stars: The Best of 1992–2002 - Выпущен: 16 сентября 2002 - Лейбл: Island Records - Формат: CD, LP                                            | 4                     | 16                    | 52                    | 23                    | 3                     | 31                    | 18                    | 6                     | 37                    | 4                     | 20                    | 11                    | 3                     |
| 2005 | The Best of: The Cranberries: 20th Century Masters: Millennium Collection - Выпущен: 27 сентября 2005 - Лейбл: Island / Mercury - Формат: CD | —                     | —                     | —                     | —                     | —                     | —                     | —                     | —                     | —                     | —                     | —                     | —                     | —                     |
| 2008 | Gold - Выпущен: 11 марта 2008 - Лейбл: Island / Mercury - Формат: CD                                                                         | —                     | —                     | —                     | —                     | —                     | —                     | —                     | —                     | —                     | —                     | —                     | —                     | —                     |
| 2010 | Icon: The Cranberries - Выпущен: 31 августа 2010 - Лейбл: Island / Mercury - Формат: CD                                                      | —                     | —                     | —                     | —                     | —                     | —                     | —                     | —                     | —                     | —                     | —                     | —                     | —                     |

## Первые записи
| Год  | Название                                                             |
| ---- | -------------------------------------------------------------------- |
| 1990 | Anything - Выпущен: январь 1990 - Лейбл: нет - Формат: CS            |
| 1990 | Water Circle - Выпущен: август 1990 - Лейбл: Xeric - Формат: CS      |
| 1990 | Nothing Left at All - Выпущен: 1990 - Лейбл: Xeric - Формат: CS      |
| 1991 | Uncertain - Выпущен: 28 октября 1991 - Лейбл: Xeric - Формат: CD, LP |

## Синглы
| Год                                                                     | Песня                    | Высшие места в чартах | Высшие места в чартах | Высшие места в чартах | Высшие места в чартах | Высшие места в чартах | Высшие места в чартах | Высшие места в чартах | Высшие места в чартах | Высшие места в чартах | Высшие места в чартах | Высшие места в чартах | Высшие места в чартах | Высшие места в чартах | Высшие места в чартах | Высшие места в чартах | Высшие места в чартах | Высшие места в чартах | Высшие места в чартах | Высшие места в чартах | Высшие места в чартах | Альбом                                       |
| Год                                                                     | Песня                    | IRE                   | UK                    | US                    | US Pop                | US AC 40              | US Rock               | US Mod                | US Main               | AUS                   | AUT                   | BE (FL)               | BE (WA)               | CAN                   | FRA                   | GER                   | NLD                   | NOR                   | NZ                    | SWE                   | SWI                   | Альбом                                       |
| ----------------------------------------------------------------------- | ------------------------ | --------------------- | --------------------- | --------------------- | --------------------- | --------------------- | --------------------- | --------------------- | --------------------- | --------------------- | --------------------- | --------------------- | --------------------- | --------------------- | --------------------- | --------------------- | --------------------- | --------------------- | --------------------- | --------------------- | --------------------- | -------------------------------------------- |
| 1991                                                                    | «Uncertain»              | —                     | —                     | —                     | —                     | —                     | —                     | —                     | —                     | —                     | —                     | —                     | —                     | —                     | —                     | —                     | —                     | —                     | —                     | —                     | —                     | сингл вне альбома                            |
| 1992                                                                    | «Dreams»                 | —                     | —                     | —                     | —                     | —                     | —                     | —                     | —                     | 83                    | —                     | —                     | —                     | —                     | —                     | —                     | —                     | —                     | —                     | —                     | —                     | Everybody Else Is Doing It, So Why Can’t We? |
| 1993                                                                    | «Linger»                 | —                     | 74                    | —                     | —                     | —                     | —                     | —                     | —                     | 33                    | —                     | —                     | —                     | —                     | —                     | —                     | —                     | —                     | —                     | —                     | —                     | Everybody Else Is Doing It, So Why Can’t We? |
| 1994                                                                    | «Linger» (переиздание)   | 3                     | 14                    | 8                     | 7                     | —                     | —                     | 4                     | —                     | —                     | —                     | —                     | —                     | 4                     | —                     | —                     | —                     | —                     | 38                    | —                     | —                     | Everybody Else Is Doing It, So Why Can’t We? |
| 1994                                                                    | «Dreams» (переиздание)   | 9                     | 27                    | 42                    | 19                    | —                     | —                     | 15                    | 33                    | 30                    | —                     | —                     | —                     | 27                    | —                     | —                     | —                     | —                     | —                     | —                     | —                     | Everybody Else Is Doing It, So Why Can’t We? |
| 1994                                                                    | «Zombie»                 | 3                     | 14                    | —                     | 20                    | —                     | 32                    | 1                     | 18                    | 1                     | 2                     | 24                    | 1                     | 19                    | 1                     | 1                     | 3                     | 2                     | 5                     | 2                     | 2                     | No Need to Argue                             |
| 1994                                                                    | «Ode to My Family»       | 16                    | 26                    | —                     | 27                    | —                     | —                     | 11                    | 35                    | 5                     | —                     | —                     | —                     | 25                    | 4                     | 29                    | 22                    | —                     | 8                     | —                     | —                     | No Need to Argue                             |
| 1995                                                                    | «I Can’t Be with You»    | 21                    | 23                    | —                     | —                     | —                     | —                     | —                     | —                     | 30                    | —                     | —                     | —                     | —                     | 24                    | —                     | —                     | —                     | 25                    | —                     | —                     | No Need to Argue                             |
| 1995                                                                    | «Ridiculous Thoughts»    | 23                    | 20                    | —                     | 50                    | —                     | —                     | 14                    | —                     | 60                    | —                     | —                     | —                     | —                     | —                     | —                     | —                     | —                     | 43                    | —                     | —                     | No Need to Argue                             |
| 1996                                                                    | «Salvation»              | 8                     | 13                    | —                     | 36                    | —                     | 25                    | 1                     | 33                    | 8                     | 27                    | 32                    | 18                    | 30                    | 13                    | 44                    | 36                    | —                     | 7                     | 33                    | 35                    | To the Faithful Departed                     |
| 1996                                                                    | «Free to Decide»         | 28                    | 33                    | —                     | 13                    | 23                    | —                     | 8                     | 16                    | 43                    | —                     | —                     | —                     | 3                     | 43                    | 94                    | —                     | —                     | 19                    | 40                    | —                     | To the Faithful Departed                     |
| 1996                                                                    | «When You’re Gone»       | 21                    | —                     | 22                    | 19                    | 17                    | —                     | —                     | 27                    | 40                    | —                     | —                     | —                     | 9                     | 26                    | 94                    | —                     | 4                     | 23                    | 31                    | —                     | To the Faithful Departed                     |
| 1997                                                                    | «Hollywood»              | —                     | —                     | —                     | —                     | —                     | —                     | —                     | —                     | —                     | —                     | —                     | —                     | —                     | —                     | —                     | —                     | —                     | —                     | —                     | —                     | To the Faithful Departed                     |
| 1999                                                                    | «Promises»               | 19                    | 13                    | —                     | 74                    | —                     | —                     | 12                    | —                     | 78                    | 37                    | —                     | 21                    | 6                     | 32                    | 45                    | 42                    | 17                    | 20                    | 33                    | 19                    | Bury the Hatchet                             |
| 1999                                                                    | «Animal Instinct»        | —                     | 54                    | —                     | —                     | —                     | —                     | —                     | —                     | —                     | —                     | —                     | —                     | —                     | 55                    | 72                    | 79                    | —                     | —                     | —                     | —                     | Bury the Hatchet                             |
| 1999                                                                    | «Just My Imagination»    | —                     | —                     | —                     | —                     | —                     | —                     | —                     | —                     | —                     | —                     | —                     | —                     | —                     | 17                    | 77                    | —                     | —                     | —                     | —                     | —                     | Bury the Hatchet                             |
| 2000                                                                    | «You and Me»             | —                     | —                     | —                     | —                     | —                     | —                     | —                     | —                     | —                     | —                     | —                     | —                     | —                     | —                     | —                     | —                     | —                     | —                     | —                     | —                     | Bury the Hatchet                             |
| 2001                                                                    | «Analyse»                | 28                    | 89                    | —                     | —                     | 26                    | —                     | —                     | —                     | —                     | —                     | —                     | 54                    | —                     | 57                    | —                     | 76                    | —                     | —                     | —                     | 43                    | Wake Up and Smell the Coffee                 |
| 2002                                                                    | «Time Is Ticking Out»    | —                     | —                     | —                     | —                     | —                     | —                     | —                     | —                     | —                     | —                     | —                     | —                     | —                     | —                     | —                     | —                     | —                     | —                     | —                     | —                     | Wake Up and Smell the Coffee                 |
| 2002                                                                    | «This Is the Day»        | —                     | —                     | —                     | —                     | —                     | —                     | —                     | —                     | —                     | —                     | —                     | —                     | —                     | —                     | —                     | —                     | —                     | —                     | —                     | —                     | Wake Up and Smell the Coffee                 |
| 2002                                                                    | «Stars»                  | —                     | —                     | —                     | —                     | —                     | —                     | —                     | —                     | —                     | —                     | —                     | —                     | —                     | —                     | —                     | —                     | —                     | —                     | —                     | —                     | Stars: The Best of 1992—2002                 |
| 2011                                                                    | «Tomorrow»               | —                     | —                     | —                     | —                     | —                     | —                     | —                     | —                     | —                     | —                     | —                     | —                     | —                     | —                     | —                     | —                     | —                     | —                     | —                     | —                     | Roses                                        |
| 2012                                                                    | «Show Me the Way»        | —                     | —                     | —                     | —                     | —                     | —                     | —                     | —                     | —                     | —                     | —                     | —                     | —                     | —                     | —                     | —                     | —                     | —                     | —                     | —                     | Roses                                        |
| 2012                                                                    | «Raining In My Heart»    | —                     | —                     | —                     | —                     | —                     | —                     | —                     | —                     | —                     | —                     | —                     | —                     | —                     | —                     | —                     | —                     | —                     | —                     | —                     | —                     | Roses                                        |
| 2012                                                                    | «Waiting In Walthamstow» | —                     | —                     | —                     | —                     | —                     | —                     | —                     | —                     | —                     | —                     | —                     | —                     | —                     | —                     | —                     | —                     | —                     | —                     | —                     | —                     | Roses                                        |
| «—» означает, что релиз не попал в чарт или не выпущен в данной стране. |                          |                       |                       |                       |                       |                       |                       |                       |                       |                       |                       |                       |                       |                       |                       |                       |                       |                       |                       |                       |                       |                                              |

### Промосинглы
| Год  | Песня                                        | Высшие места в чартах | Высшие места в чартах | Высшие места в чартах | Высшие места в чартах | Альбом                                       |
| Год  | Песня                                        | US Pop                | US AC 40              | US Rock               | US Mod                | Альбом                                       |
| ---- | -------------------------------------------- | --------------------- | --------------------- | --------------------- | --------------------- | -------------------------------------------- |
| 1993 | «Sunday» (только США)                        | —                     | —                     | —                     | —                     | Everybody Else Is Doing It, So Why Can’t We? |
| 1993 | «Still Can’t…» (только США)                  | —                     | —                     | —                     | —                     | Everybody Else Is Doing It, So Why Can’t We? |
| 1995 | «Liar» (только Испания)                      | —                     | —                     | —                     | —                     | Empire Records (саундтрек)                   |
| 1995 | «Dreaming My Dreams» (только Великобритания) | —                     | —                     | —                     | —                     | No Need to Argue                             |
| 1996 | «I'm Still Remembering» (только Бразилия)    | —                     | —                     | —                     | —                     | To the Faithful Departed                     |
| 2000 | «Copycat» (только Испания)                   | —                     | —                     | —                     | —                     | Bury the Hatchet                             |
| 2011 | «Fire & Soul» (только Россия)                | —                     | —                     | —                     | —                     | Roses                                        |

## Видеоальбомы
| Год  | Название                                                                               |
| ---- | -------------------------------------------------------------------------------------- |
| 1994 | Live - Лейбл: Island Records - Формат: VHS, LaserDisc (Image Entertainment)            |
| 1995 | Doors and Windows - Лейбл: Island Records - Формат: Windows CD-ROM                     |
| 2001 | Beneath the Skin – Live in Paris - Лейбл: Image Entertainment - Формат: DVD, VHS       |
| 2002 | Beneath the Skin — Live in Paris — 2 - Лейбл: Image Entertainment - Формат: DVD        |
| 2002 | Stars: The Best of Videos 1992–2002 - Лейбл: Island Records - Формат: DVD              |
| 2005 | Live (переиздание) - Лейбл: Island Records - Формат: DVD                               |
| 2005 | 20th Century Masters Collection: The Cranberries - Лейбл: Island Records - Формат: DVD |
| 2007 | Gold Collection: The Videos - Лейбл: Universal - Формат: DVD                           |

### Видеоклипы
| Год  | Название              | Режиссёр         |
| ---- | --------------------- | ---------------- |
| 1991 | «Uncertain»           |                  |
| 1993 | «Linger»              | Мелоди Макдэниел |
| 1994 | «Dreams»              | Питер Скаммелл   |
| 1994 | «Zombie»              | Сэмюэль Бейер    |
| 1995 | «Ode to My Family»    | Сэмюэль Бейер    |
| 1995 | «I Can’t Be with You» | Сэмюэль Бейер    |
| 1995 | «Ridiculous Thoughts» | Фреклс Флинн     |
| 1996 | «Salvation»           | Оливье Даан      |
| 1996 | «Free to Decide»      | Марти Каллнер    |
| 1996 | «When You’re Gone»    | Карен Беллоне    |
| 1999 | «Promises»            | Оливье Даан      |
| 1999 | «Animal Instinct»     | Оливье Даан      |
| 1999 | «Just My Imagination» | Фил Хардер       |
| 2000 | «You & Me»            | Морис Линнейн    |
| 2001 | «Analyse»             | Кейр Макфарлэйн  |
| 2002 | «Time Is Ticking Out» | Морис Линнейн    |
| 2002 | «This Is the Day»     | Оливье Даан      |
| 2002 | «Stars»               | Джейк Нава       |
| 2012 | «Tomorrow»            | Колин Макивор    |